# Prix Valz

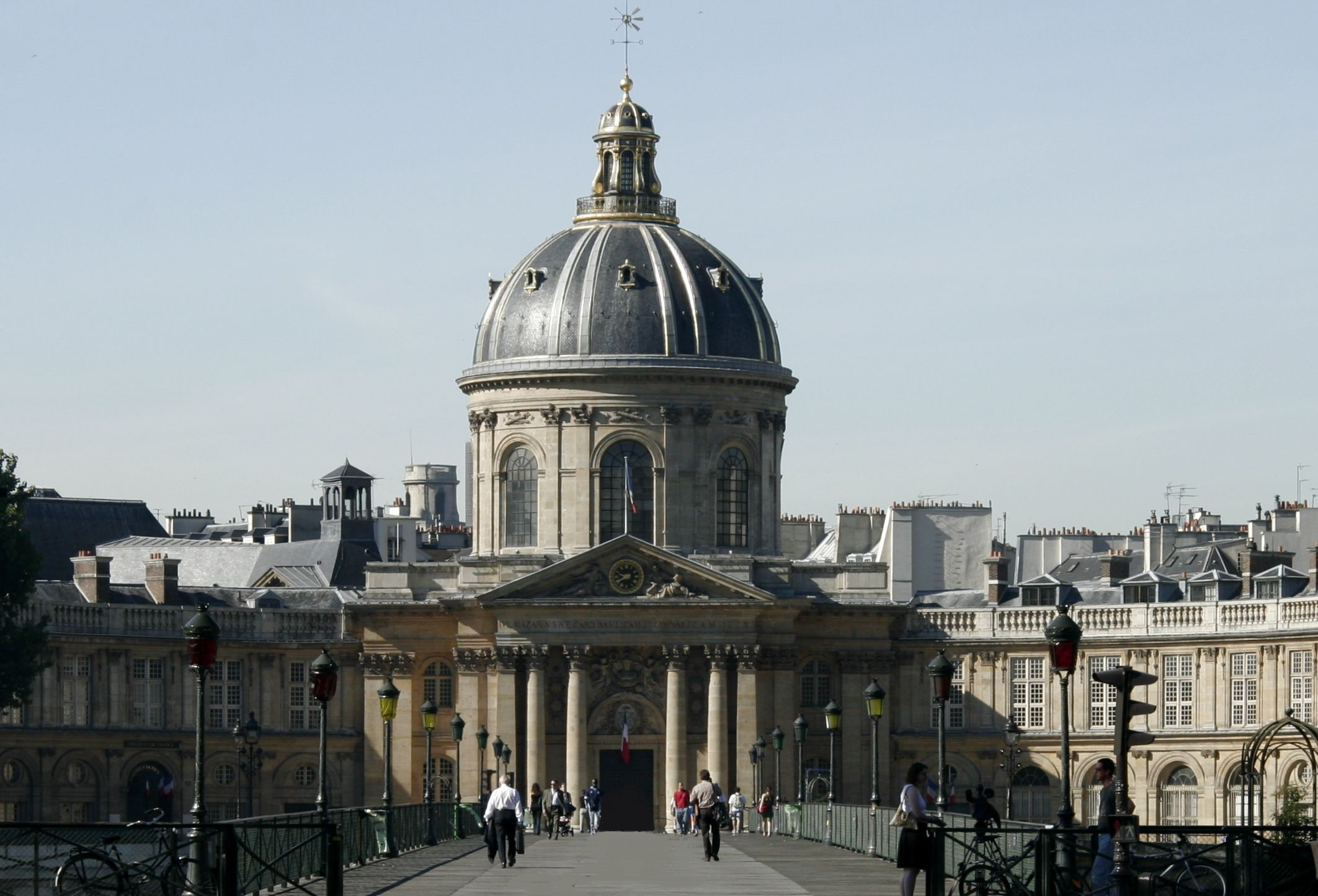
Académie française

Le prix Valz a été décerné par l'Académie française des sciences, de 1877 à 1970, pour honorer les progrès de l'astronomie,.

## Histoire
Le prix Valz est créé en juin 1874 lorsque la veuve de l'astronome Benjamin Valz, Marie Madeleine Julie Malhian, fait don de 10 000 francs pour établir un prix en l'honneur de son défunt mari. Le prix Valz devait être décerné pour un travail du même acabit que celui honoré par le prix Lalande, préexistant. Le premier prix Valz fut décerné en 1877 aux frères Paul et Prosper Henry, pour une somme de 460 francs.
A l'exception de l'année 1924, l'Académie française des sciences a décerné annuellement le prix Valz de 1877 à 1943. Après 1943, le prix n'a été décerné que sporadiquement (une seule fois par décennie de 1950 à 1970). En 1970, le prix Valz est associé au prix Lalande pour créer le prix Lalande-Valz, qui continue à être décerné jusqu'en 1996. En 1997, ce prix est associé à de nombreux autres prix de l'Académie pour créer la grande médaille.

## Liste des récipiendaires du prix Valz
- 1877 - Paul Henry et Prosper Henry (prix conjoint) - Cartes pour faciliter la recherche de planètes mineures
- 1878 - Julius Schmidt - Œuvre sélénographique
- 1879 - Étienne Trouvelot - Travaux sur Jupiter, Saturne et Mars
- 1880 - Wilhelm Tempel - Découverte de vingt comètes
- 1881 - David Gill - Travaux sur la détermination de la parallaxe du Soleil
- 1882 - William Huggins - Applications de la photographie à l'étude des spectres des corps célestes
- 1882 - Luís Cruls - Études spectrales de la Grande Comète de 1882
- 1883 - Édouard Jean-Marie Stephan - Découvertes de nébuleuses
- 1884 - Friedrich Karl Ginzel - Travaux sur les éclipses du Soleil
- 1885 - Friedrich Wilhelm Gustav Spörer - Travaux sur les taches solaires
- 1886 - Camille Guillaume Bigourdan - Recherches sur le problème de l'erreur personnelle
- 1887 - Ernest Perigaud - Enquête sur les instruments méridiens de l'Observatoire de Paris
- 1888 - Edward Charles Pickering - Travaux photométrique sur la magnitude stellaire
- 1889 - Auguste Charlois - Travaux en astronomie sur les orbites de sept astéroïdes
- 1890 - Sergueï de Glasenapp - Études sur les étoiles doubles apparaissant dans le catalogue de Poulkovo
- 1891 - Hermann Carl Vogel - Recherches en spectroscopie
- 1892 - Pierre Puiseux - Pour l'intégralité de ses travaux, y compris sur la constante de l'aberration
- 1893 - Adolf Berberich (en) - Calcul des orbites des étoiles doubles, des comètes et des planètes
- 1894 - Jean Coniel - Calculs des orbites d'astéroïdes
- 1895 - William Frederick Denning - Travaux sur les météores et les découvertes de comètes
- 1896 - Joseph Bossert - Catalogue de 3 950 étoiles
- 1897 - Louis Fabry - Recherche sur les orbites des comètes
- 1898 - Élie Colin - Recherche sur l'astronomie et la géodésie, en particulier la latitude
- 1899 - Magnus Nyrén - Astronomie sidérale et observations sur le méridien
- 1900 - Aloys Verschaffel - Observations méridiennes et catalogue
- 1901 - Charles André - Traité d'astronomie stellaire
- 1902 - Ernst Hartwig - Observations héliométriques et travaux sur les étoiles variables
- 1903 - Alphonse Borrelly - Découvertes de comètes
- 1904 - Campos Rodrigues - Détermination de la parallaxe solaire au moyen de l'astéroïde Eros
- 1905 - Michel Giacobini - Découverte de dix comètes
- 1906 - Johann Palisa - Pour l'intégralité de ses recherches en astronomie
- 1907 - Michel Giacobini - Travaux en astronomie
- 1908 - Michel Luizet - Travaux sur les étoiles variables
- 1909 - Aymar de la Baume Pluvinel - Pour l'intégralité de ses travaux en astronomie
- 1910 - Stéphane Javelle - Travaux sur les nébuleuses et les comètes
- 1911 - Charlemagne Rambaud (observatoire d'Alger) pour ses travaux sur la détermination des étoiles de culmination lunaire et l'observation des comètes[3].
- 1912 - Alexandre Schaumasse - Découvertes de la comète
- 1913 - Alfred Fowler - Travaux sur les principales séries de lignes d'hydrogène
- 1914 - Pierre Salet - Recherches sur les phénomènes de polarisation
- 1914 - Stanislas Chevalier - Recherches sur le Soleil
- 1915 - Armand Lambert - Travaux comme observateur et en mathématiques appliquées
- 1916 - Giovanni Boccardi - Recherches sur la variation de latitude; découverte d'une inégalité sensible dans la période semi-lunaire
- 1917 - Alexandre Schaumasse - Découvertes de la comète 1917b (C/1917 H1)
- 1918 - Frédéric Sy - Pour l'intégralité de ses travaux en astronomie
- 1919 - Félix Boquet - Pour l'intégralité de ses travaux scientifiques
- 1920 - Ernest Maubant - Calcul des perturbations de la comète Tempel-Swift
- 1921 - Jean Trousset - Recherches sur les étoiles doubles, les erreurs des cercles divisés, et les études de la lune de Jupiter, Pasiphae
- 1922 - Jean François Chazy - Articles sur le problème des trois corps
- 1923 - Walter Sydney Adams - Travaux sur la spectroscopie solaire et stellaire
- 1924 - Non attribué
- 1925 - Vojislav Michkovitch (ou Vojislav Mišković) - Travaux sur les statistiques stellaires
- 1926 - Frank Schlesinger - Travaux en astronomie, en particulier pour les travaux sur la parallaxe stellaire
- 1927 - Lucien d'Azambuja - Travaux sur les taches solaires, les éruptions solaires et la chromosphère solaire
- 1928 - George Van Biesbroeck - Pour l'intégralité de ses travaux en astronomie
- 1929 - Louis Dominique Joseph Armand Dunoyer de Segonzac - Recherches sur les niveaux à bulle et sur les cellules photoélectriques
- 1930 - Gilbert Rougier - Travaux sur les cellules photoélectriques
- 1931 - Henri Chrétien - Invention de la lentille anamorphique
- 1932 - Jean Dufay - Travaux sur la photométrie astronomique
- 1933 - Henri Labrouste - Recherches sur les phénomènes solaires périodiques
- 1934 - Ferdinand Quenisset - Observations sur les comètes
- 1935 - Raymond Tremblot - Pour l'intégralité de ses travaux en astronomie
- 1936 - André Couder - Travaux sur les instruments d'optique
- 1937 - Maurice Burgaud - Travaux à Shanghai, en Chine sur le magnétisme terrestre
- 1938 - Pierre Lacroute - Travaux en astronomie physique
- 1938 - René Bernard - Travaux dans «la lumière du ciel nocturne»
- 1940 - Jeanne Clavier - Travaux sur une carte photographique du ciel
- 1941 - Junior Gauzit - Recherches en astronomie physique
- 1942 - Jean Rösch - Travaux en astronomie physique
- 1943 - Rose Sainturier (née Rose Bonnet) - Travaux sur les étoiles doubles
- 1944-1945 - Non attribué
- 1946 - Raoul Goudey - Travaux sur la gravité
- 1947-1948 - Non attribué
- 1949 - Jean Delhaye - Travaux en statistiques stellaires
- 1950-1958 - Non attribué
- 1959 - Fernand Nahon - Travaux sur les statistiques stellaires et la dynamique
- 1960-1968 - Non attribué
- 1969 - André Baranne - Travaux sur l'astronomie optique
- 1970 - Non attribué

## Liste des récipiendaires du prix Lalande-Valz
- 1980 — André Brahic - Professeur à l'université Pierre-et-Marie-Curie, pour ses travaux sur l'étude dynamique des systèmes plats, notamment des anneaux de planètes et de galaxies.